# 改革與秩序黨
改革與秩序黨（烏克蘭語： Partiya Reformy i Poriadok）是烏克蘭自由主義政黨，於1997年10月成立，由前副總理維克多·平哲尼克（Viktor Pynzenyk）擔任領導人。該黨也是烏克蘭現代政治第五十個登記的政黨。
在1998年3月29日舉行的議會選舉中，該黨拿下879,861票，在30個參選政黨中名列第十，並拿下三個席次。
2002年3月30日烏克蘭議會選舉，該黨屬於維克多·尤申科「我們的烏克蘭」聯盟。在2004年爆發橙色革命以前，該黨更改黨名為「我們的烏克蘭」（Nasha Ukrayina）。革命之後，該黨開始與我們的烏克蘭人民聯盟保持距離，在經過法院判決後，該黨再度更名為「改革與秩序黨」（Partiya Reformy i Poriadok）。
2006年3月26日議會選舉，改革與秩序黨與PORA組成的選舉聯盟拿下1.47%得票率，沒有取得席次。
2006年12月3日，該黨宣布加入季莫申科聯盟。
2007年9月30日議會選舉，該黨所屬的季莫申科聯盟拿下450席議會席次中的156席。

## 外部連結
- （乌克兰語） 改革與秩序黨官方網站